# Szczurowe
Szczurowe (ukr. Щурове) – wieś na Ukrainie, w obwodzie donieckim, w rejonie kramatorskim. W 2001 liczyła 264 mieszkańców.